# 2001 w grach komputerowych
| Skróty platform | Skróty platform                                  |
| --------------- | ------------------------------------------------ |
| DC              | Dreamcast                                        |
| Droid           | Android                                          |
| DS              | Nintendo DS                                      |
| GB              | Game Boy                                         |
| GBA             | Game Boy Advance                                 |
| GBC             | Game Boy Color                                   |
| GCN             | GameCube                                         |
| iOS             | iOS                                              |
| Lin             | komputer osobisty z systemem operacyjnym Linux   |
| Mac             | komputer osobisty Mac                            |
| N64             | Nintendo 64                                      |
| NS              | Nintendo Switch                                  |
| PC              | komputer osobisty                                |
| PS1             | PlayStation                                      |
| PS2             | PlayStation 2                                    |
| PS3             | PlayStation 3                                    |
| PS4             | PlayStation 4                                    |
| PS5             | PlayStation 5                                    |
| PSP             | PlayStation Portable                             |
| PSVita          | PlayStation Vita                                 |
| Wii             | Wii                                              |
| WiiU            | Wii U                                            |
| Win             | komputer osobisty z systemem operacyjnym Windows |
| X360            | Xbox 360                                         |
| XONE            | Xbox One                                         |
| Xbox            | Xbox                                             |
| XSX             | Xbox Series                                      |

Artykuł opisuje ważne wydarzenia w 2001 roku w branży gier komputerowych. Zobacz też: historia gier komputerowych.

## Wydarzenia
- Academy of Interactive Arts & Sciences po raz czwarty wręcza nagrody Interactive Achievement Awards i wprowadza Johna Carmacka z id Software do AIAS Hall of Fame
- Brytyjska Akademia Sztuk Filmowych i Telewizyjnych (BAFTA) po raz czwarty rozdaje nagrody BAFTA Interactive Awards za osiągnięcia multimedialne. 15 z 21 nagród wędruje do producentów gier komputerowych.
- 17-19 maja — siódme targi E³ (Electronic Entertainment Expo) i czwarte rozdanie nagród Game Critics Awards za Najlepsze Na E³
- Gama Network prowadzi trzeci festiwal Independent Games Festival (IGF)
- Game Developers Conference po raz pierwszy wręcza nagrody Game Developers Choice Awards
- Reuters donosi, że już 800 000 graczy gra z w gry internetowe przy pomocy konsoli Sega Dreamcast
- Reuters donosi, że Sony Computer Entertainment (SCE) i Sega pracują nad projektem połączenia sieci konsoli PlayStation 2 i Dreamcast w celu umożliwienia graczom na różnych platformach rywalizację między sobą
- Sony rozpoczyna współpracę z AOL w celu stworzenia do konsoli PlayStation 2 przeglądarki internetowej, klienta poczty elektronicznej i komunikatora
- Drugie zawody Sega Dreamcast Championships (w grze Crazy Taxi 2)
  - pierwsze miejsce: Lindsay Gall (15 000 USD i podróż na Jamajkę)
  - drugie miejsce: Michael Pirring (10 000 USD)
  - trzecie miejsce: Roger Mogle (5 000 USD)
- Nikkei News donosi, że internetowa gra wideo Phantasy Star Online (na Sega dreamcast) ma już 300 000 użytkowników
- 31 grudnia — Jez San zostaje nagrodzony Orderem Imperium Brytyjskiego, stając się pierwszą osobą uhonorowaną za wkład w gry komputerowe i wideo.

### Wydane gry
- 4 stycznia – RuneScape (PC)
- 21 stycznia – Phantasy Star Online (Dreamcast)
- 5 lutego – Paper Mario (N64)
- 7 lutego – Clive Barker's Undying (PC)
- 16 lutego – Final Fantasy IX (PlayStation)
- 5 marca – Conker's Bad Fur Day (N64)
- 10 marca – Gothic (PC)
- 13 marca – Onimusha: Warlords (PS2)
- 21 marca – Serious Sam: Pierwsze starcie (PC)
- 25 marca – Black & White (PC)
- 6 kwietnia – Stunt GP (Windows, PlayStation 2, Dreamcast)(Świat)
- 19 kwietnia – Spider-Man (Dreamcast)
- 22 maja – Red Faction (PS2)
- 30 maja – Bejeweled (PC)
- 8 czerwca – Castlevania: Circle of the Moon (GBA)
- 10 czerwca – Super Mario Advance (GBA)
- 18 czerwca – Twisted Metal: Black (PS2)
- 22 czerwca – Operation Flashpoint: Cold War Crisis (PC)
- 28 czerwca – Stunt GP (Windows, PlayStation 2, Dreamcast)(Polska)
- 29 czerwca – Final Fantasy Chronicles (PS1)
- 10 lipca – Gran Turismo 3: A-Spec (PS2)
- 19 lipca – Final Fantasy X (Japonia) (PS2)
- 23 lipca – Max Payne (PC)
- 25 lipca – Klonoa 2: Lunatea's Veil (PS2)
- 1 sierpnia – Tekken 4 (ARC)
- 8 sierpnia – Shogun: Total War: Mongol Invasion  (GBA)
- 21 sierpnia – Arcanum: Of Steamworks and Magick Obscura (PC)
- 27 sierpnia – Mario Kart Super Circuit (GBA)
- 29 sierpnia – Alchemy (GBA)
- 11 września – Advance Wars (GBA)
- 18 września – Red Faction (PC)
- 24 września – Silent Hill 2 (PS2)
- 30 września – Ico (PS2)
- 17 października – Devil May Cry (PS2)
- 22 października – Grand Theft Auto III (PS2)
- 23 października – Ace Combat 04: Shattered Skies (PS2)
- 28 października – Tony Hawk's Pro Skater 3 (PS2)
- 30 października – Civilization III (PC)
- 1 listopada – Dragon Warrior VII (PS1)
- 5 listopada – SSX Tricky (PS2, GC, Xbox)
- 9 listopada – Project Gotham Racing (Xbox)
- 1 listopada – Burnout (PS2)
- 11 listopada – Golden Sun (GBA)
- 12 listopada – Empire Earth (PC)
- 14 listopada – Dead or Alive 3 (Xbox)
- 14 listopada – Metal Gear Solid 2: Sons of Liberty (PS2)
- 15 listopada – Halo: Combat Evolved (Xbox)
- 17 listopada – Star Wars Rogue Squadron II: Rogue Leader (GC)
- 18 listopada – Super Monkey Ball (GC)
- 20 listopada – FreQuency (PS2)
- 20 listopada – Return to Castle Wolfenstein (PC)
- 3 grudnia – Baldur's Gate: Dark Alliance (PS2)
- 3 grudnia – Pikmin (GC)
- 3 grudnia – Super Smash Bros. Melee (GC)
- 4 grudnia – Jak and Daxter: The Precursor Legacy  (PS2)
- 6 grudnia – Max Payne (PS2)
- 12 grudnia – Max Payne (Xbox)
- 17 grudnia – Luigi's Mansion (GC)
- 19 grudnia  – Sonic Adventure 2: Battle (GC)
- 20 grudnia  – Sonic Advance (Game Boy Advance)
- 21 grudnia – Tekken Advance (GBA)
- dokładna data wydania nieznana – Kuru Kuru Kururin
- dokładna data wydania nieznana – Oil Tycoon
- 14 sierpnia 2011 – The Sting! Kariera gangstera

### Biznes
- Sega oświadcza, że zaprzestaje tworzenia konsoli gier i zaczyna tworzyć gry na inne konsole.
- Indrema w kwietniu zostaje zamknięte, a ich konsola L600 Entertainment System nigdy nie zostaje wydana.
- Activision kupuje Treyarch Invention LLC.
- PCCW (Pacific Century CyberWorks Japan Co., Ltd.) kupuje VR1 Entertainment.
- Midway Games oświadcza, że przestaje produkować gry arcade.
- Sega of America Inc. kontra Kmart Corporation. Sega wytacza proces Kmart o niespłacony dług o wartości 2 milionów dolarów.
- Uri Geller kontra Nintendo. Geller pozywa Nintendo twierdząc, że jedna z postaci z serii Pokémon nawiązuje do jego osoby. Sprawa zostaje umorzona.
- 23 listopada — GamePark wydaje przenośną konsolę GP32 (GamePark 32) w Korei Południowej.

## Trendy

### Konsole gier wideo
Dominującą konsolą gier wideo w 2001 była:
- Sony PlayStation 2

Ponadto:
- 14 września Nintendo wydało GameCube w Japonii (premiera w USA 18 listopada, a w Europie 3 maja 2002),
- Microsoft wydaje konsolę Xbox w USA 15 listopada (i 14 marca 2002 w Europie).

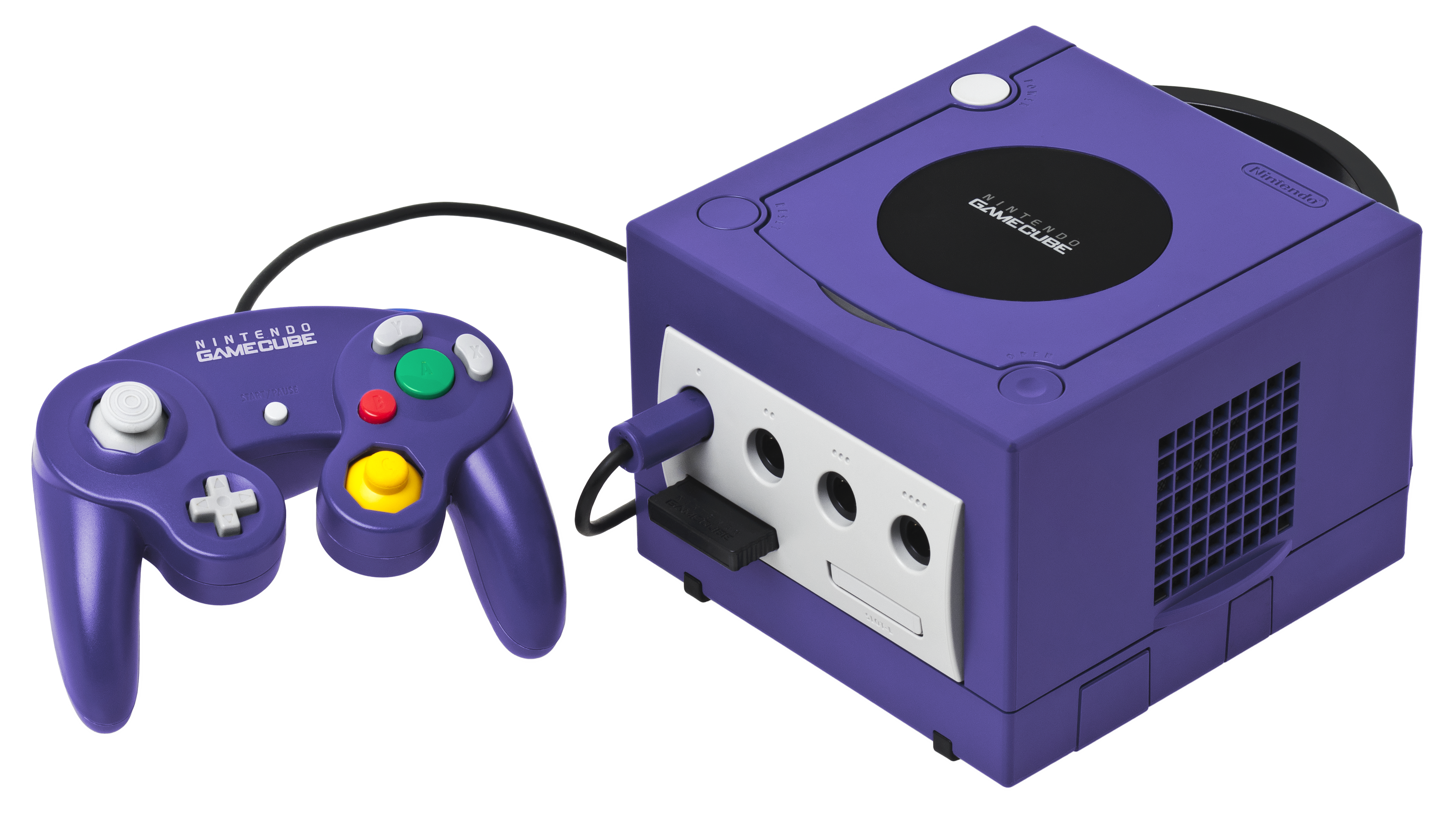
Nintendo GameCube
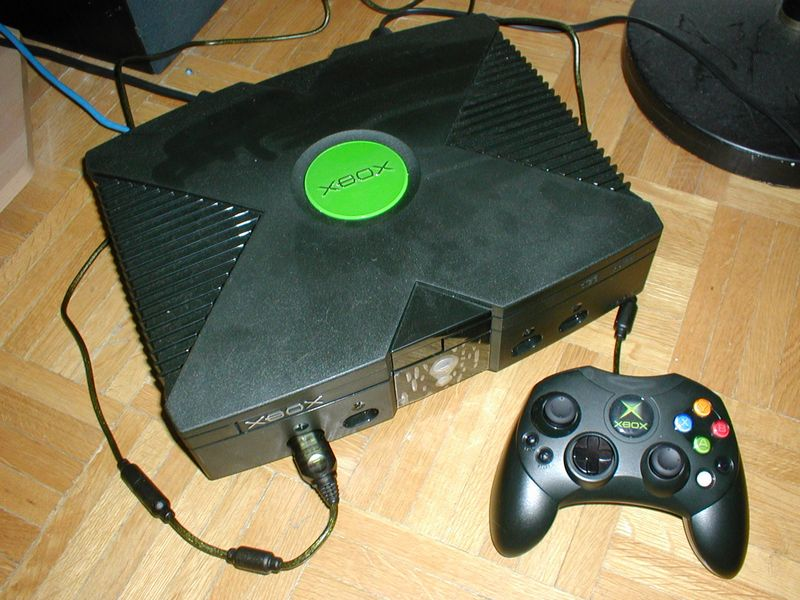
Microsoft Xbox

### Przenośne konsole gier wideo
Dominującą przenośną konsolą gier wideo w 2001 była:
- Nintendo Game Boy Color

Ponadto:
- Nintendo wydało 21 marca Game Boy Advance (GBA) w Japonii (premiera amerykańska 11 czerwca, a europejska 22 czerwca).

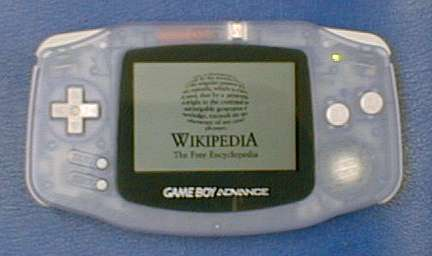
Game Boy Advance

### Sprzedaż gier wideo
Najlepiej sprzedającymi się grami wideo w 2001 w Stanach Zjednoczonych według ilości sprzedanych kopii, powołując się na NPD, były:
| Miejsce | Tytuł                               | Platforma | Wydawca         |
| ------- | ----------------------------------- | --------- | --------------- |
| 1       | Grand Theft Auto III                | PS2       | Rockstar Games  |
| 2       | Madden NFL 2002                     | PS2       | Electronic Arts |
| 3       | Pokémon Crystal                     | GBC       | Nintendo        |
| 4       | Metal Gear Solid 2: Sons of Liberty | PS2       | Konami          |
| 5       | Super Mario Advance                 | GBA       | Nintendo        |
| 6       | Gran Turismo 3: A-Spec              | PS2       | Sony            |
| 7       | Tony Hawk's Pro Skater 3            | PS2       | Activision      |
| 8       | Tony Hawk's Pro Skater 2            | PS1       | Activision      |
| 9       | Pokémon Silver                      | GBC       | Nintendo        |
| 10      | Driver 2                            | PS1       | Infogrames      |

### Sprzedaż gier komputerowych
Najlepiej sprzedające się gry komputerowe w 2001 w Stanach Zjednoczonych według ilości sprzedanych kopii to:
| Miejsce | Tytuł                               | Wydawca           |
| ------- | ----------------------------------- | ----------------- |
| 1       | The Sims                            | Electronic Arts   |
| 2       | RollerCoaster Tycoon                | Infogrames        |
| 3       | Harry Potter i Kamień Filozoficzny  | Electronic Arts   |
| 4       | Diablo II: Lord of Destruction      | Vivendi Universal |
| 5       | The Sims: Balanga                   | Electronic Arts   |
| 6       | The Sims: Światowe życie            | Electronic Arts   |
| 7       | The Sims: Randka                    | Electronic Arts   |
| 8       | Diablo II                           | Vivendi Universal |
| 9       | Sim Theme Park                      | Electronic Arts   |
| 10      | Age of Empires II: The Age of Kings | Microsoft         |